# Kalina pražská
Kalina pražská (Viburnum × pragense) je stálezelený keř používaný jako okrasná dřevina. Byl vyšlechtěn v Praze v Zahradnictví Ďáblice.

## Synonyma
Viburnum 'Pragense'

## Popis
Kalina pražská je stálezelený keř dorůstající výšky 1 až 2,5 metru. Letorosty jsou tenké, plstnaté. Listy jsou kožovité, podlouhlé až vejčitě kopinaté, 5 až 10 cm dlouhé. Čepel listů je na líci tmavě zelená, lesklá a slabě svraskalá, na rubu hustě plstnatá hvězdovitými chlupy. Květy jsou bělavé až narůžovělé, v plochých, 8 až 12 cm širokých vrcholících.
Kalina pražská byla vyšlechtěna v roce 1955 v Praze křížením dvou čínských druhů kalin: kaliny vrásčitolisté (Viburnum rhytidophyllum) a kaliny užitečné (V. utile). Od kaliny vrásčitolisté se liší menšími a na líci jen slabě svraštělými listy. Kalina užitečná má naproti tomu listy na líci hladké a ještě o něco menší.

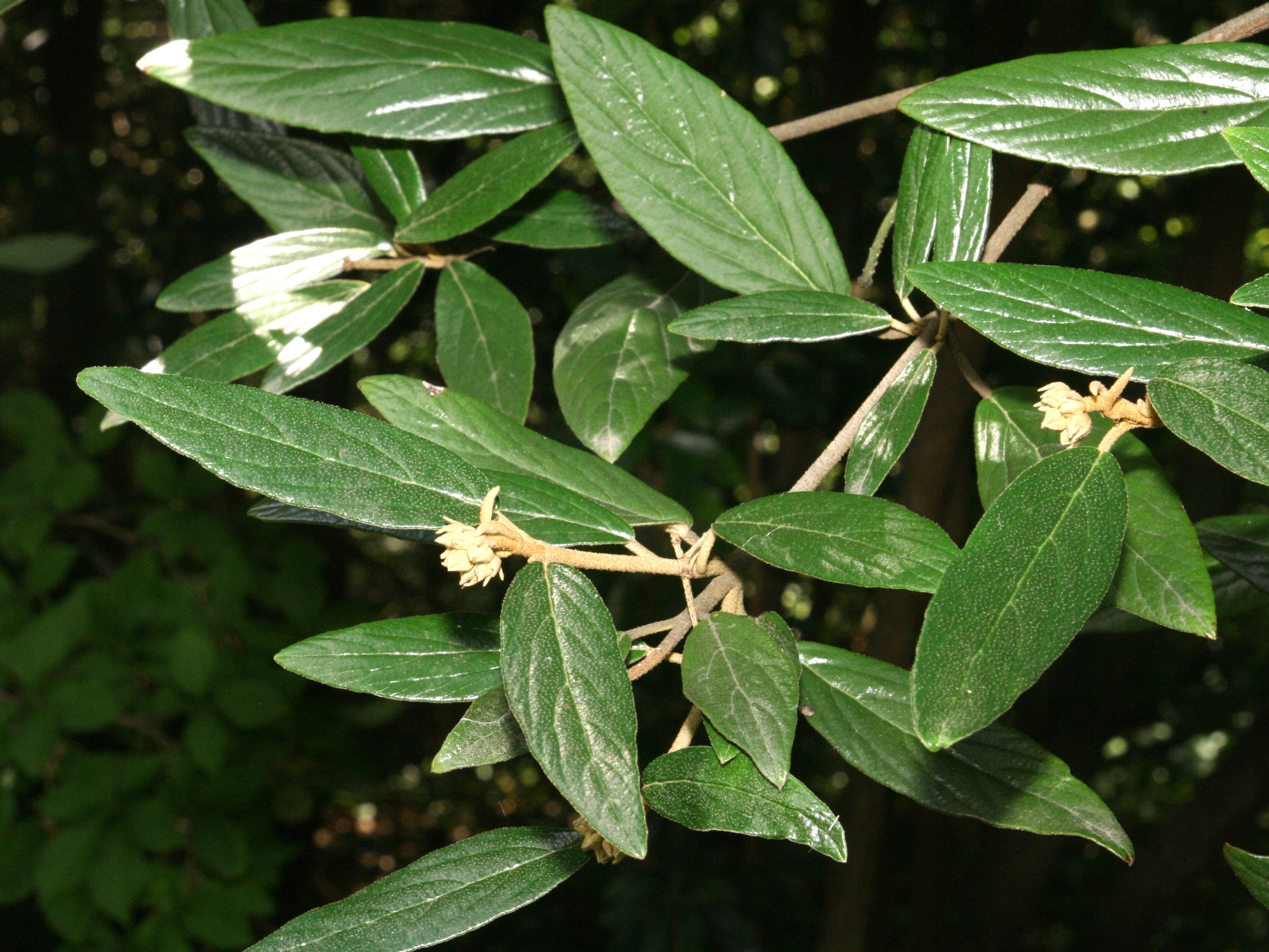
Olistění kaliny pražské
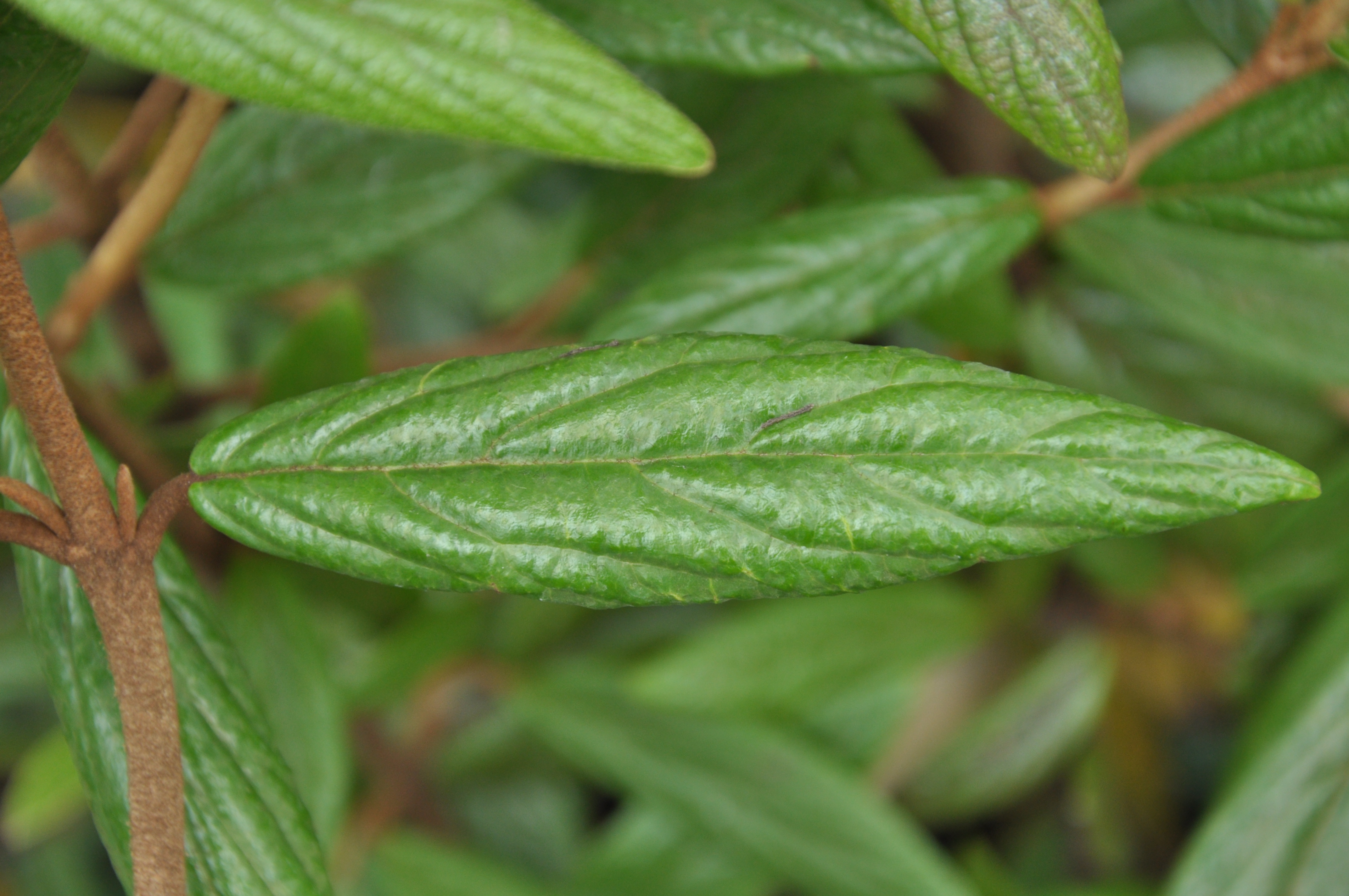
List kaliny pražské
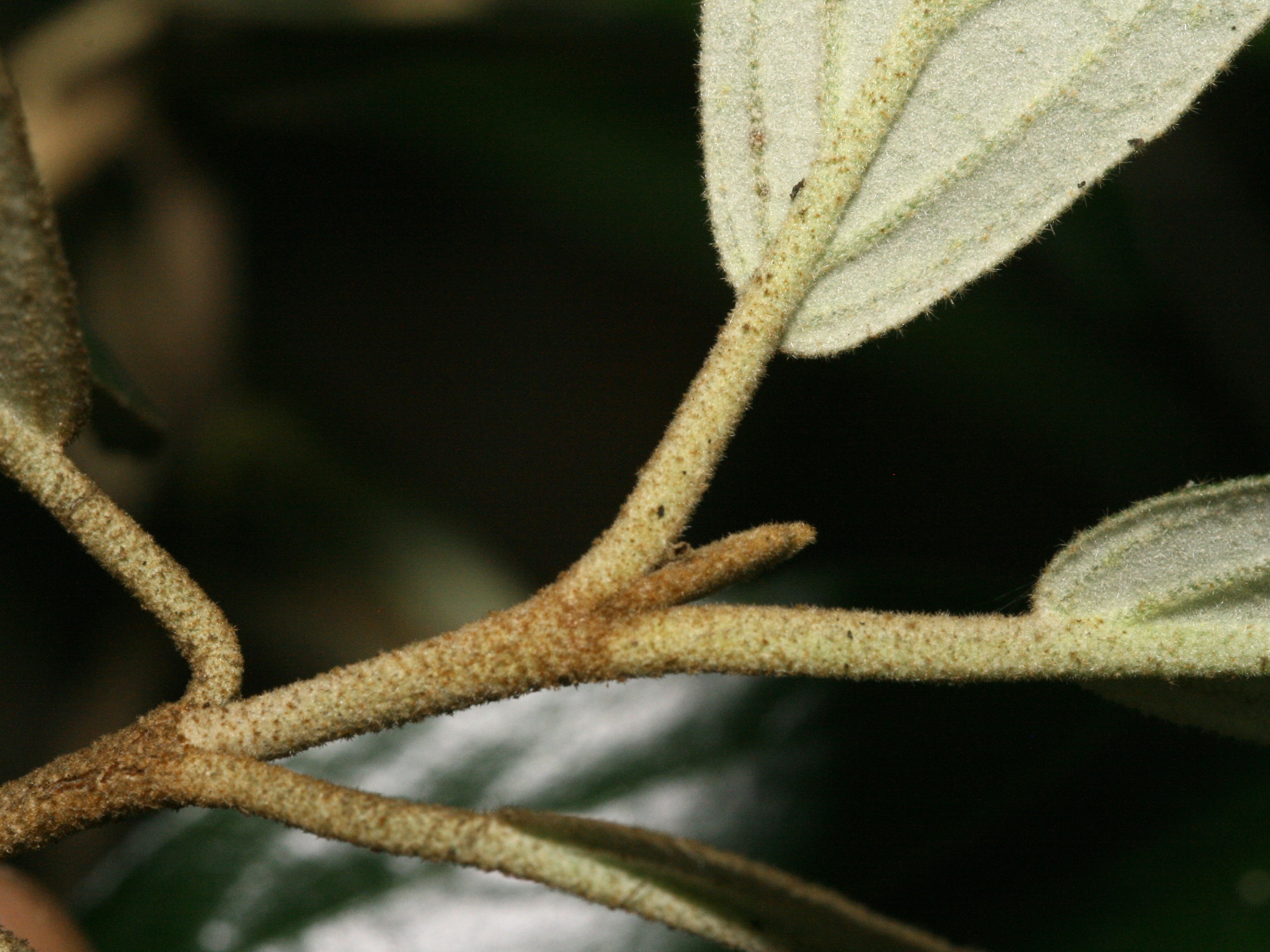
Detail větévky kaliny pražské

## Význam
Kalina pražská je poměrně často pěstována jako okrasný stálezelený keř v parcích a zahradách. Kontakt s listy (chloupky na rubu) může vyvolávat alergickou reakci.

## Pěstování
Tato kalina je podobně jako kalina vrásčitolistá poměrně odolná. Vyžaduje hlinitopísčité a nezamokřené půdy. K rozmnožování se používají letní polovyzrálé řízky řezané v srpnu nebo září.